# José Azevedo
José Bento Carvalho Azevedo (Vila do Conde, 19 settembre 1973) è un dirigente sportivo ed ex ciclista su strada portoghese.
Professionista dal 1994 al 2008, vinse tre titoli nazionali a cronometro (1996, 1997, 2001) e ottenne il quinto posto finale al Giro d'Italia 2001 e al Tour de France 2004. Dopo il ritiro è stato direttore per formazioni professionistiche; dal 2020 è dirigente del team Efapel Cycling.

## Carriera
Diventa professionista nel 1994 con il Recer-Boavista. Passa quindi alla Maia (la principale squadra ciclistica portoghese) e alla ONCE di Manolo Saiz. Negli anni 2004 e 2005 corre con la US Postal Service di Johan Bruyneel, poi rinominata Discovery Channel, come fedele gregario di Lance Armstrong, soprattutto in salita.
Soprannominato the Ace (l'asso), Azevedo è arrivato due volte fra i primi dieci al Tour de France. Nel 2006 si è classificato sesto alla Parigi-Nizza e quarto al Critérium du Dauphiné Libéré. Dopo il ritiro di Armstrong è divenuto il capitano della Discovery Channel prima di tornare in patria, stavolta al Benfica, e chiudervi la carriera al termine del 2008.
Dopo il ritiro è stato direttore sportivo dei team RadioShack e RadioShack/Leopard diretti dallo stesso Johan Bruyneel; dal 2014 al 2019 è stato invece direttore generale del team russo-svizzero World Tour Katusha. Dal 2020 al 2021, dopo la chiusura della Katusha, è direttore sportivo del ProTeam francese Nippo/Delko.

## Palmarès
- 1996 (Maia-Jumbo-CIN)

Classifica generale Grande Prémio Internacional Costa Azul
1ª tappa Grande Prémio do Minho
Campionati portoghesi, Prova a cronometro
- 1997 (Maia-CIN)

1ª tappa Grande Prémio Jornal de Noticias
Classifica generale Grande Prémio Jornal de Noticias
Campionati portoghesi, Prova a cronometro
11ª tappa Giro del Portogallo (Torre de Dona Chama > Mirandela, cronometro)
- 1998 (Maia-CIN)

3ª tappa Volta ao Portugal do Futuro
Classifica generale Volta ao Portugal do Futuro
3ª tappa GP Internacional de Torres Vedras (Vila Franca do Rosário > Montejunto)
5ª tappa GP Internacional de Torres Vedras (Torres Vedras > Torres Vedras)
Classifica generale GP Internacional de Torres Vedras
5ª tappa Giro del Portogallo (Portalegre > Marvão, cronometro)
- 1999 (Maia-CIN)

3ª tappa Grande Prémio Jornal de Noticias
4ª tappa GP Internacional de Torres Vedras
- 2000 (Maia-MSS, quattro vittorie)

5ª tappa Volta ao Algarve (Lagos > Fóia)
4ª tappa Vuelta a Asturias (Gijón > El Viso)
Prologo Grande Prémio Jornal de Noticias (cronometro)
Classifica generale Grand Prix International Telecom
- 2001 (ONCE-Eroski, due vittorie)

Campionati portoghesi, Prova a cronometro
2ª tappa Volta ao Algarve (Faro > Fóia)
- 2003 (ONCE-Eroski, una vittoria)

5ª tappa Giro di Germania (Ravensburg > Feldberg (Germania))
- 2007 (SL Benfica, una vittoria)

4ª tappa Grande Prémio CTT Correios de Portugal (Viseu > Águeda)

### Altri successi
- 2002 (ONCE-Eroski)

4ª tappa Tour de France (Épernay > Château-Thierry, cronosquadre)
- 2003 (ONCE-Eroski)

1ª tappa Vuelta a España (Gijón > Gijón, cronosquadre)

## Piazzamenti

### Grandi Giri
- Giro d'Italia

2001: 5º
- Tour de France

2002: 6º
2004: 5º
2005: 30º
2006: 19º
- Vuelta a España

1996: ritirato (15ª tappa)
1997: ritirato (13ª tappa)
2002: 34º
2003: ritirato (10ª tappa)
2005: non partito (12ª tappa)

### Classiche monumento
- Milano-Sanremo

2001: 94º
- Liegi-Bastogne-Liegi

2001: 57º
2002: 35º
2003: 73º
2004: 59º

### Competizioni mondiali
- Campionati del mondo su strada

Lugano 1996 - In linea: ritirato
Valkenburg 1998 - In linea: 32º
Verona 1999 - In linea: 41º
Zolder 2002 - Cronometro: 31º
- Giochi olimpici

Atlanta 1996 - In linea: 114º
Sydney 2000 - In linea: ritirato